# Gynoplistia (Gynoplistia) fergusoniana fergusoniana
Gynoplistia (Gynoplistia) fergusoniana fergusoniana is een ondersoort van de tweevleugelige Gynoplistia (Gynoplistia) fergusoniana uit de familie steltmuggen (Limoniidae). De ondersoort komt voor in het Australaziatisch gebied.